# Gershon Baskin
Gershon Baskin, född 2 maj 1956 i New York i USA, är en israelisk fredsaktivist.
Gershon Baskin studerade statskunskap och Mellersta Österns historia på New York University och tog en kandidatexamen där 1978. Som student engagerade han sig i medborgarrättsrörelsen och mot den amerikanska Vietnamrörelsen. Han tog senare magisterexamen 1992 och disputerade 1994 på University of Greenwich i London på avhandlingen Sovereignty and Territory in the Future of Jerusalem.
Han emigrerade 1978 till Israel. Åren 1978–1981 var han socialarbetare i den palestinaarabiska byn Kafr Qara. År 1983 grundade han Institute for Education for Jewish Arab Coexistence, som han också ledde, och 1988 grundade han Israel/Palestine Center for Research and Information, för vilken han var meddirektör till 2012 tillsammans med Zakaria al Qaq under 14 år och Hanna Siniora under tio år.
I oktober 1992 tog han initiativ till hemliga möten i London mellan tidigare israeliska underrättelsetjänstemän och palestinska företrädare för PLO. I dessa samtal lades grunden för arrangemangen om säkerhet i de senare Osloavtalen 1993.
Gershon Baskin blev senare ansvarig för Mellersta Östern inom den Londonbaserade fredsorganisationen International Communities Organisations.

## Fångutväxlingen 2011 mellan Israel och Hamas
Gershon Baskin påbörjade i juli 2006, omedelbart efter kidnappningen av den israeliske soldaten Gilad Shalit, inofficiella kontakter med Hamas. Tre månader senare lyckades han få Hamas att översända till den egyptiska regeringens kontor i Gqza ett handskrivet brev från Shalit till dennes föräldrar. Under mer än fem års tid fortsatte han att försöka få till stånd förhandlingar om frigivande. Han blev i april 2011 officiell mellanhand mellan högt uppsatta Hamasledare och premiärminister Benjamin Netanyahus representant David Meidan. Baskins huvudkontakt inom Hamas var dess biträdande utrikesminister Ghazi Hamad.